# South Beloit
South Beloit è un comune degli Stati Uniti d'America, situato nello Stato dell'Illinois, nella contea di Winnebago.